# Louise Noelle Gras Gas
Louise Noelle Gras Gas (Ciudad de México) es una investigadora mexicana de la arquitectura de su país, que labora desde 1983 en el Instituto de Investigaciones Estéticas (IIE) de la UNAM. Es referente teórico para el estudio de arquitectos como Mario Pani, Luis Barragán, Vladimir Kaspé y Ricardo Legorreta. 
Fue editora de la Revista Arquitectura/México, entre 1976 y 1979, y en 1980 trabajó en la Coordinación de Difusión cultural de la UNAM.
En 1981 ingresó al Instituto de Investigaciones Estéticas, UNAM, donde ha sido investigadora desde 1983, especializada en la arquitectura mexicana del siglo XX; ha sido Representante ante la coordinación de Humanidades, Consejero Universitario, miembro de Consejo Interno del IIEs, y Jurado del Premio Universidad Nacional. 
Es profesora de Historia de la Arquitectura Mexicana del Siglo XX en el Posgrado de la Facultad de Filosofía y Letras de la UNAM, y ha dictado cursos y conferencias en numerosas universidades de México y del extranjero. Su labor ha sido reconocida al haber sido designada Académica de Número de la Academia de Artes, donde se ha desempeñado como Coordinadora en los últimos años, y Académica Honoraria la Academia Nacional de Arquitectura y de la Academia Nacional de Bellas Artes de Argentina. 
Pertenece a al Comité Internacional de Críticos de Arquitectura, el ICOMOS Mexicano, DOCOMOMO Internacional, la Asociación Internacional de Críticos de Arte, y la Société Européenne de Culture. Es miembro activo de la Comisión Nacional de Patrimonio Artístico del INBA y del Consejo de Monumentos Históricos Inmuebles del INAH; también participó en la Comisión Nacional del Bicentenario del Inicio de la Independencia Nacional y del Centenario del Inicio de la Revolución Mexicana, y fue Presidente del Comité Organizador del XI Congreso Internacional Docomomo, México 2010, y ha fungido como jurado de contiendas tanto en México como en el extranjero. 
En 2011 recibió el Premio Jean Tschumi de la Unión Internacional de Arquitectos.

## Estudios y docencia
Hizo estudios de licenciatura en historia del arte en la Universidad Iberoamericana, y maestría en la Facultad de Filosofía y Letras de la UNAM. Participó como editora en la revista Arquitectura/México entre 1976 y 1979, al tiempo que coordinaba el Grupo de Diseño "Práxis". En 1981 ingresó a estudiar al Instituto de Investigaciones Estéticas, formando parte de él como investigadora a partir de 1983. 
Su labor académica se enfoca en la investigación de la arquitectura moderna y contemporánea de México.

## Publicaciones
- Arquitectos contemporáneos de México, Ciudad de México, Trillas, 1989.
- Ricardo Legorreta, tradición y modernidad, Ciudad de México, Universidad Nacional Autónoma de México, 1989.
- Agustín Hernández, Ciudad de México, Gustavo Gili, 1995.
- Vladimir Kaspé, reflexión y compromiso, Ciudad de México, Universidad La Salle, 1995.
- Luis Barragán. Búsqueda y creatividad, Ciudad de México, Universidad Nacional Autónoma de México, 1996. Reedición, 2004.
- Luis Barragán. Dilatazione emotiva degli spazi, Testo & Immagine, Turín, 1997.
- Enrique del Moral, un arquitecto comprometido con México, Ciudad de México, Círculo de Arte, CNCA, 1998.
- Mario Pani, una arquitectura para la ciudad, Ciudad de México, Círculo de Arte, CNCA, 2000.
- Enrique del Moral. Vida y obra, Ciudad de México, UNAM, 2004.
- Teodoro González de León, la voluntad del creador, Santafé de Bogotá, Somosur-Escala Colombia, 1994.
- Una ciudad Imaginaria. Arquitectura mexicana de los siglos XIX y XX en fotografías de Luis Márquez, Ciudad de México, UNAM, 2000.

### En coautoría
- Guía de arquitectura contemporánea de la Ciudad de México. Ciudad de México, Banamex, 1993. Reedición INBA, Ciudad de México, 2002.

## Premios y distinciones

### Distinciones
- Miembro de ICOMOS
- Fundadora del CICA y la Société Européenne de Culture.
- Miembro honorario de la Academia Nacional de Arquitectura.
- Miembro de número de la Academia de Artes del CONACULTA.
- Miembro de Docomomo México.
- Doctorado honoris causa, Universidad Michoacana de San Nicolás de Hidalgo, 2014

### Premios
- Premio Jean Tschumi de la Unión Internacional de Arquitectos, 2011.[1]